# 柴田賀盆
柴田 賀盆（しばた がぼん、1971年 - ）は、日本のゲームデザイナー。
大学入学と同時に『ゼビウス』、『ドルアーガの塔』などを手がけた事で知られる遠藤雅伸に師事。現在、株式会社ハートビーツ取締役、株式会社エディット オートマチックフラワーズスタジオ・同社ゲームデジタル部 統括責任者、千葉商科大学政策情報学部客員講師。

## 代表作
- 「エアーズアドベンチャー」(セガサターン)
- 「巨人のドシン」(Nintendo64DD)
- 「金鉱脈探査シミュレーションインゴット79」(PS2)
- 「私の夢＆銀行」(PC)
- 「ふたごネコのココロ診断」(ミクシィアプリ モバイル）